# Alambrado
Alambrado è un film del 1991 diretto da Marco Bechis.
La pellicola è una co-produzione italo-argentina.
(Marco Bechis, 1992)

## Trama
(Marco Bechis, 1992)
Dopo un lunghissimo viaggio in auto da Buenos Aires, un inglese di nome Wilson giunge in una desolata località al limite meridionale della Patagonia che alcuni chiamano con un toponimo inglese, Last Hope: qui i venti battono incessanti e pochi, coriacei abitanti affrontano l'inclemenza di queste terre affacciate sul mare. Ad accoglierlo c'è l'ingegner Sánchez in rappresentanza degli interessi imprenditoriali per la costruzione di un aeroporto turistico nell'unico punto in cui il vento soffia sempre nella stessa direzione. L'impiegato del catasto conferma che malgrado i terreni individuati per l'opera siano di proprietà statale, per legge possono essere rivendicati da qualunque residente vi abbia fatto una “miglioria”, per esempio una recinzione.
Fuori dal paese vive, isolato da tutti, un colono d'origine inglese di nome Harvey Logan, che per campare su questa terra improduttiva vende uno per volta gli arredi della grande casa fatiscente. Logan impone ai due figli adolescenti di vivere isolati e senza frequentare la scuola, malgrado l'insistenza del sacerdote padre Corti. Il minore, il tredicenne Juan, oltre a essere l'ombra del padre, si ostina a mandare a memoria lunghi passaggi della Bibbia per prepararsi a partecipare a un quiz a premi televisivo per il quale si è messo in lista. La figlia primogenita, la diciassettenne Eva, è un'adolescente inquieta e frustrata; parla anche inglese e studia il francese su audiocassetta perché sogna di andare a Parigi. Cresciuta in fretta e senza le cure di una madre (la donna è scomparsa di casa durante uno dei rarissimi giorni in cui il vento cessa di soffiare e la follia si diffonde), indossa magliette aderenti e gonne cortissime, di una taglia troppo piccola.
Per puntiglio Harvey Logan si oppone alla costruzione dell'aeroporto ed acquista materiale per erigere una recinzione (in spagnolo alambrado). Di notte l'ingegner Sánchez guida una squadra di uomini a scardinare l'alambrado, ma il giorno successivo Harvey Logan si rimette caparbiamente al lavoro. Eva si dà per malata per non partecipare; vede in Wilson la possibilità di andarsene e teme che il comportamento del padre possa pregiudicare le proprie aspettative romantiche.
Wilson si reca a casa di Logan per convincerlo a desistere all'opposizione, ma viene cacciato a forza. Comunica la propria disillusione a Sánchez il quale, compreso che l'aeroporto non si farà mai, se ne va lasciandolo da solo e senza carburante.
Il vento imperversa. Eva vuole andare a piedi in paese ma il padre la riporta a casa e le toglie a forza il rossetto dalle labbra. Accade però  che mentre sta lavorando all'ampliamento dell'alambrado, colto da un malore muoia. I figli disorentati che non trovano di meglio che liberarsi del corpo facendolo rotolare giù dalla scogliera.
Juan è deciso a continuare l'opera del padre e demolendo pezzo per pezzo la casa, recuperare il materiale per la costruzione dello steccato. Eva finisce ad amoreggiare con un ragazzo nell'albergo di Wilson, per presentarsi poi dall'inglese, indossando scarpe con il tacco e atteggiandosi ad adulta per convincerlo a portarla viacon sé. Wilson non sa che Harvey è morto, ma sa che Eva è minorenne.
Anche il rapporto tra Eva e il fratello è compromesso: Juan, forse segretamente innamorato della sorella, vuole impedirle di lasciare la casa. Finalmente Wilson trova in affitto un fuoristrada che lo porterà fino a Comodoro Rivadavia dando appuntamento all'incredula Eva, per l'indomani mattina. Ma Juan sente la loro conversazione e tende un filo di ferro a altezza d'uomo attraverso la strada.
Il mattino seguente Wilson incappa nella trappola perché viaggia con il parabrezza abbassato, e si trancia la carotide. Eva scopre il cadavere, capisce cos'è successo, ma pur sopraffatta dal dolore, non può comunque lasciare che venga incolpato il fratello: nessuno sa ancora della morte di suo padre, così riesce a simulare il suicidio di Harvey e a attribuirgli l'assassinio dell'inglese.
Frustrata nell'unica possibilità di fuga, Eva aggredisce il fratello ma questa volta è lui ad avere la meglio e le toglie a forza il rossetto dalle labbra. Juan però non sa che Wilson avrebbe dovuto consegnargli per conto dell'ufficio postale la tanto attesa convocazione del quiz televisivo.

## Critica
Il film fu presentato in anteprima al Festival del film Locarno nell'agosto 1991.
(Marco Bechis, 1992)
In questa terra lontana da tutto, sognare diventa impossibile: è una prigione da cui non si può scappare, al massimo si può tentare.
(Marco Bechis, 1992)
Per rendere la solitudine del paesaggio, Bechis lavora spesso sul campo lungo e, nel tentativo di distruggere gli spazi, sta addosso agli attori con la camera a mano. Il risultato è che, malgrado l'ambientazione particolare che potrebbe già di per sé fare da protagonista, Alambrado è un film di personaggi: povero di fatti ma ricco di sensibilità, è un'opera prima all'insegna di una violenta fisicità, un insolito film di isolamento e solitudine, desolazione e follia. Fra tutti i personaggi spicca naturalmente la protagonista, Eva Logan:
(Jacqueline Lustig, 2011)

## Riconoscimenti
- Havana Film Festival, 1993: Grand Coral: terzo premio a Marco Bechis
- Imagi Madrid Film Festival, 1993: primo premio 1993
- Sundance Film Festival 1994